# Симмонс, Силас Джозеф
Силас Джозеф Симмонс (англ. Silas Joseph «Si» Simmons; 14 октября 1895, Мидлтаун, штат Делавэр, США — 29 октября 2006, Сент-Питерсберг, штат Флорида, США) — американский спортсмен-бейсболист, игрок профессиональной лиги бейсбола США. Является долгожителем-рекордсменом среди профессиональных бейсболистов в истории. Предыдущий рекорд был установлен Редом Хоффом, который умер в 1998 году в возрасте 107 лет.